# USAM Nîmes
L'Union Sportive des Anciens du Mont Duplan Nîmes Gard è una squadra di pallamano maschile francese con sede a Nîmes.

È stata fondata nel 1960.

## Palmarès

### Trofei nazionali
- Campionato francese: 4 
  - 1987-88, 1989-90, 1990-91, 1992-93.
- Coppa di Francia: 3 
  - 1984-85, 1985-86, 1993-94.